# تاریکی
تاریک واژه‌ایست که بشر همیشه در مقابل روشنایی به کار می‌برد. تاریکی امریست عدمی و به هیچ وجه نمی‌شود آن را با روشنایی مقایسه کرد. زیرا روشنایی امری است وجودی اما تاریکی از عدم دلالت دارد. در نتیجه به کار بردن جمله تاریکی وجود دارد یا تاریکی تولید می‌شود اشتباه است.
عدم وجود نور یا روشنایی را به اصطلاح تاریکی می‌نامیم.

## لغت نامه:
مترادف تاریک: تار، تیره، داج، دیجور، سیاه، ظلمانی، ظلمت آلوده، ظلمت زده، قیرگون، کمرنگ، لیل، مظلم، مبهم، ابهام آلود، غیرشفاف ، مشکل، غامض، پیچیده، آشفته، مغشوش، نابسامان، پریشان، گرفته، ناراحت
متضاد تاریک: روشن

## تاریکی در هنر
تاریکی نشانه گمراهی است اغوای دین و شیاطین و نشانهٔ دورویی و نفاق است. در اثر هنری توقف، سکون، ایستایی و عدم رشد هم چنین امتناع از به سوی کمال رفتن را می‌نماید. به مثابهٔ این که پای تاریکی به میان اثر هنری بیاید معانی اثر دگرگون می‌شود. سیاه مطلق چیزی را القا نمی‌کند بلکه تنها اندوه زیاد و زننده است. بسیاری از هنرمندان از جمله ونسان ون گوگ و اوژن دلاکروا بسیار آرزومند این بودند که سیاه بر روی سیاه را به تصویر بکشند اما چنان که معلوم است برای نمایان شدن تاریکی نیاز به مقداری روشنی است که استفادهٔ نادرست از آن اثر را به ابتدال می‌کشد و تاثیر برعکس بر بیننده می‌گذارد.
تاریکی و تیرگی احساسی از سنگینی به بیننده می‌دهد به همین دلیل مبنا در اثر هنری بر این است که قسمت‌های تاریک در بخش پایین اثر قرار گیرند و قسمت روشن در بالای اثر.

## تاریکی در رنگ‌ها
تیرگی در ترکیب با رنگ‌ها ایجاد حزن و اندوه می‌کند. چنان که سیاه، قرمز را به خاموشی می‌برد، زرد را چرکین و جسمی می‌کند و آبی را مرده و سنگین.